# Magnification
Magnification – siedemnasty album studyjny grupy Yes, wydany w 2001 roku.

## Opis
Po odejściu z grupy gitarzysty Billy’ego Sherwooda oraz grającego na instrumentach klawiszowych Igora Khorosheva, pozostali członkowie zespołu zdecydowali się nagrać album z udziałem orkiestry symfonicznej pod batutą Larry’ego Groupé. Miejscami (np. we wstępie do In The Presence Of) na instrumentach klawiszowych grał perkusista grupy Alan White.
Piosenka Can You Imagine jest pierwszą i jedyną piosenką w historii wydawnictw płytowych Yes, którą śpiewał basista Chris Squire. Została pierwotnie napisana i nagrana jako demo Believe It przez XYZ, zespół, który w 1981 założyli White, Squire oraz Jimmy Page.
Na trasie koncertowej promującej płytę rolę klawiszowca przejął Tom Brislin, lider rockowego zespołu Spiraling.
Płyta została wydana ponownie w 2002 roku jako limitowana, dwupłytowa edycja. Druga płyta zawiera 3 utwory wykonane na żywo i wywiad, teledysk do "Don't Go" i "The Gates Of Delirium". Inna edycja z drugą płytą zawierała koncertowe wykonania Close to the Edge oraz Gates of Delirium (z trasy Masterworks w roku 2000), a także Long Distance Runaround ze studyjnie dodaną orkiestrą.

## Lista utworów
Wszystkie utwory: Jon Anderson/Steve Howe/Chris Squire/Alan White
1. "Magnification" – 7:16
2. "Spirit of Survival" – 6:02
3. "Don't Go" – 4:27
4. "Give Love Each Day" – 7:44
5. "Can You Imagine" – 2:59
6. "We Agree" – 6:30
7. "Soft as a Dove" – 2:17
8. "Dreamtime" – 10:46
9. "In the Presence of" – 10:24
"Deeper"
"Death of Ego"
"True Beginner"
"Turn Around and Remember"
10. "Time Is Time" – 2:09

### Bonus CD wydany w roku 2002
1. "Deeper (In the Presence of) (Live)" - 11:18
2. "The Gates of Delirium (Live)" - 23:47
3. "Magnification (Live)" - 7:44

### Reedycja w roku 2004
- CD 1

1. "Magnification" – 7:16
2. "Spirit of Survival" – 6:02
3. "Don't Go" – 4:27
4. "Give Love Each Day" – 7:44
5. "Can You Imagine" – 2:59
6. "We Agree" – 6:30
7. "Soft as a Dove" – 2:17
8. "Dreamtime" – 10:46
9. "In the Presence of" – 10:24
"Deeper"
"Death of Ego"
"True Beginner"
"Turn Around and Remember"
10. "Time Is Time" – 2:09

- CD 2

1. "Close to the Edge" [Live] - 20:04
2. "Long Distance Runaround" [Live] - 3:44
3. "Gates of Delirium/Soon" [Live] - 22:41

## Twórcy
- Jon Anderson: wokal, gitary
- Chris Squire: bas, wokal
- Steve Howe: gitary, wokal
- Alan White: perkusja, instrumenty perkusyjne, fortepian, wokal